# تائو هوا
تائو هوا (انگلیسی: Tao Hua؛ زادهٔ ۱۲ دسامبر ۱۹۷۲) بازیکن سافت‌بال اهل چین بود.